# 还价函
还价函是财经应用文里面的一个专业名词，也可以看作是一种应用文。指收到报价的一方就对方报价中某些条款感到不能接受，按照自己的能力提出修改意见供对方考虑的一种商业信函。还价函既可以是买方对卖方的报价还价，也可以是卖方就买方的还价再进行还价。在经贸磋商交易中，还价函还是第三个程序“还盘”阶段使用的信函。

## 格式
- 标题：直接写上还价函或者降低原报价函。
- 称呼语：顶格写上收盘公司的名称或个人姓名加敬称。
- 正文：主要内容包括还价措施、与原报价函变动情况、还价原因及建议等。
- 落款：写明单位名称并盖上公章，绝大多数情况下还要写上个人姓名以及发文日期。[1]